# Arte conceptual

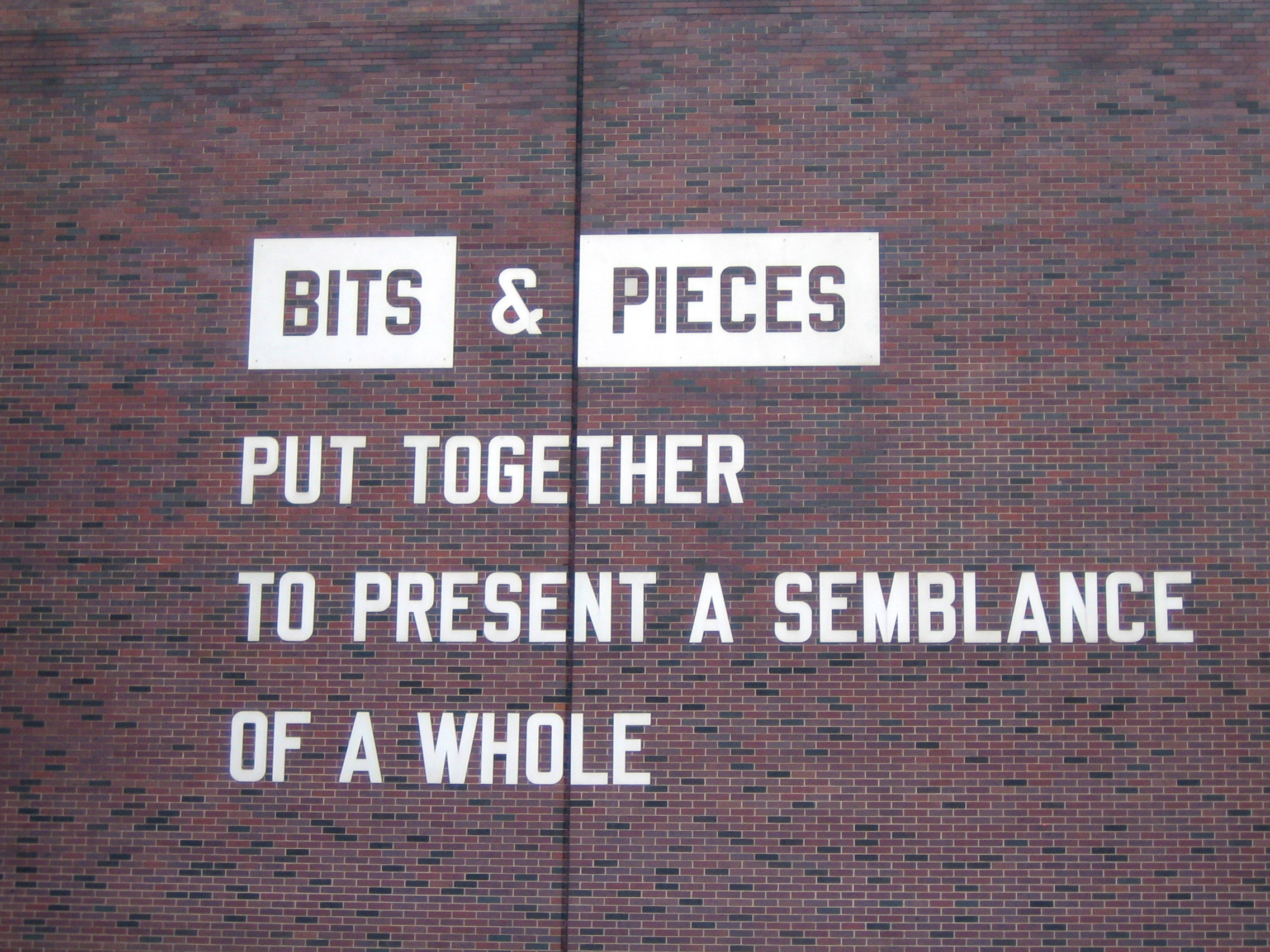
Bits & Pieces Put Together to Present a Semblance of a Whole, (trozos y piezas puestas juntas para presentar una apariencia de un todo) de Lawrence Weiner. Walker Art Center, Minneapolis, Minnesota.

El arte conceptual es un movimiento artístico en el que la conceptualización o la idea es más importante que la obra de arte como objeto físico o material. Las ideas prevalecen sobre sus aspectos formales o sensibles a modo de que lo artístico es el concepto, favoreciendo la reducción a lo mental y prescindiendo de la realización material, indiferente a la técnica, el material o la forma que se utilice para representarlo.
Varios autores hablan acerca del devenir del arte contemporáneo como un arte post-conceptual, sugiriendo el gran impacto que el arte conceptual en su origen ha tenido en la evolución general del arte en décadas posteriores.

## Historia

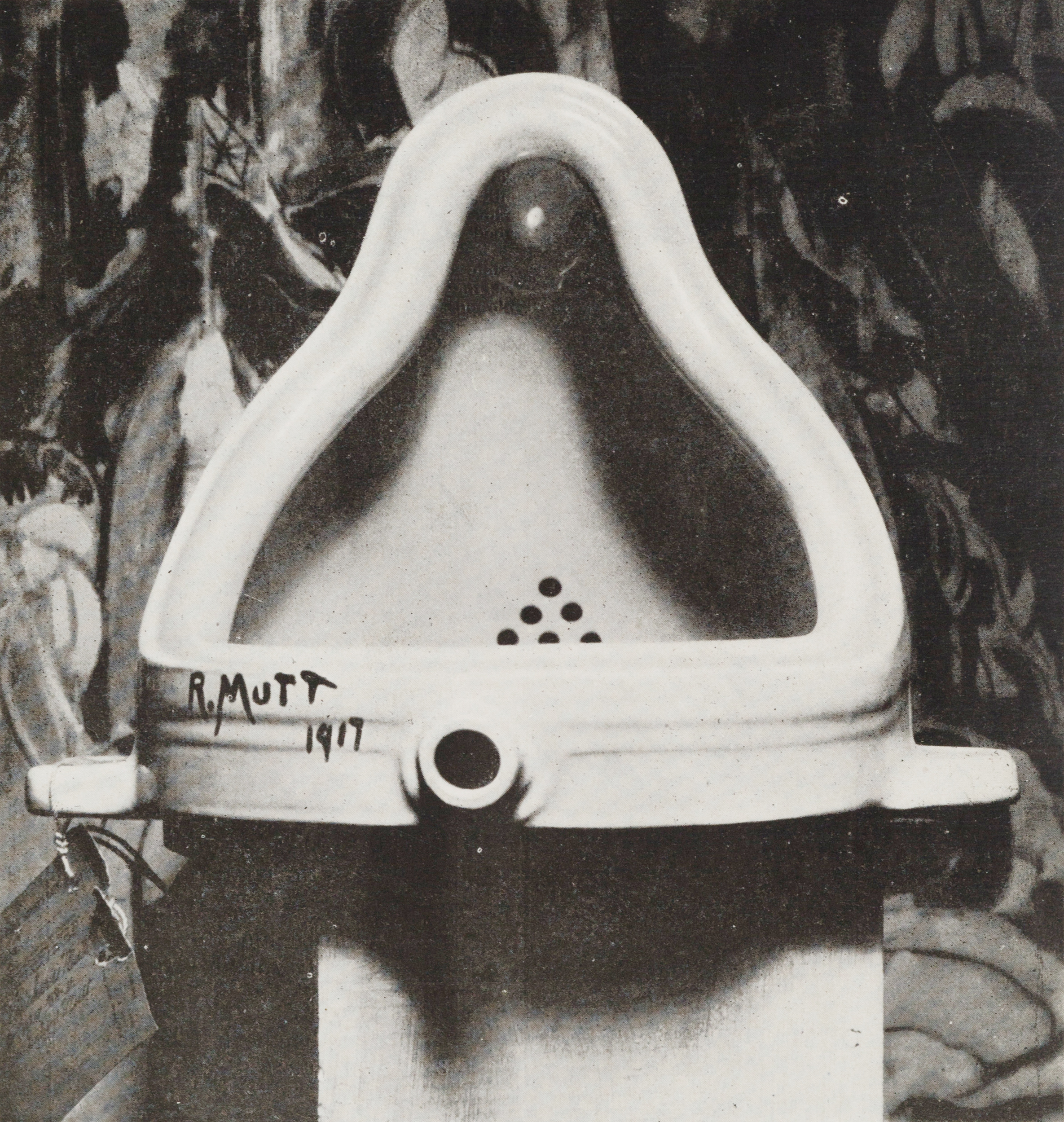
Fuente, obra de arte atribuida a Marcel Duchamp. Fotografía de Alfred Stieglitz en el 291 después de la exposición de 1917 de la Sociedad de Artistas Independientes.

El Arte Conceptual de los sesenta fue una tendencia muy discutida. En parte por su interpretación como por su práctica y experimentación.

El Arte concepto de los sesenta fue una tendencia controvertida. Algunas de las razones que fundamentan tal conclusión serían: la falta de acuerdo entre los críticos e historiadores actuales para situar las fuentes de su origen en los Estados Unidos, la dificultad para proponer una definición específica que pueda abarcar las variadas líneas de investigación empréndidas, e incluso, las divergencias de opinión para decidir quién es un artista conceptual, en el sentido completo del término, y quién lo es sólo parcialmente.
Lara-Barranco, Francisco

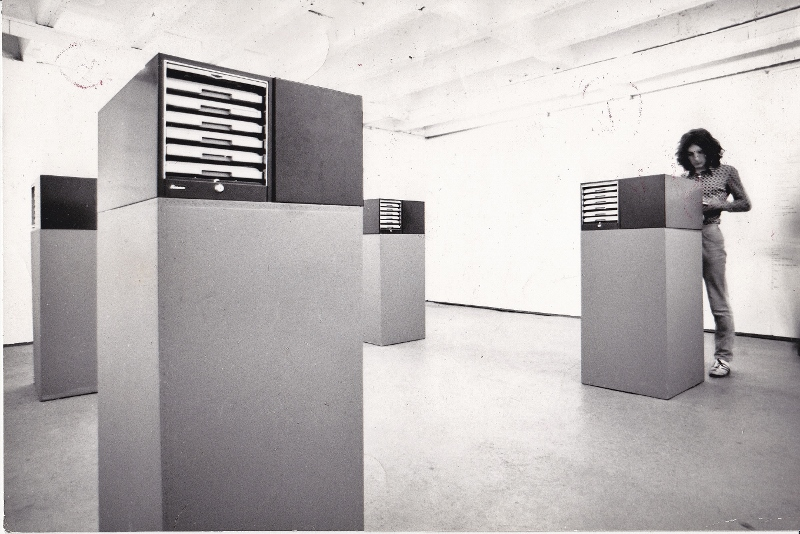
Art & Language Index 01, 1972, Documenta 5, Kassel, Alemania.

La práctica del arte conceptual surgió en los años sesenta y se hizo popular a través de un grupo de artistas estadounidenses e ingleses entre los que se encontraban Art & Language, Carl Andre, Robert Barry, Douglas Huebler, Joseph Kosuth y Lawrence Weiner. A menudo suele explicarse el arte conceptual como una reacción al formalismo que había sido articulado por el influyente crítico Clement Greenberg. Sin embargo, la variedad de artistas que suscribieron simultáneamente y en diferentes contextos los fundamentos y estilemas del arte conceptual, hace difícil atribuirlo a una sola causa. La oposición a la guerra de Vietnam, el feminismo, la instauración de una nueva economía del conocimiento y la proliferación de las TIC, han sido citados por varios autores como factores decisivos en el origen del arte conceptual. También es común relacionarlo con los ready-mades que el artista francés Marcel Duchamp realizó en las décadas de 1910 y 1920, en los cuales la obra artística ya no es interpretada como un objeto de contemplación fabricado por la mano de su creador, sino como un objeto de pura especulación intelectual. De esto podemos resumir que el arte conceptual no se basa en el objeto, sino en la idea de su creador.
El contexto inmediato del arte conceptual proviene de los Estados Unidos y Europa tras la Segunda Guerra Mundial, al que hay que añadir artistas de otros países en Asia y Sudamérica. Destacan el compositor estadounidense John Cage con sus obras experimentales, y Robert Rauschenberg y Jasper Johns, que transformaron la pintura incluyendo objetos cotidianos y eventos fortuitos. En Japón podemos mencionar las acciones artísticas del grupo Gutai. En Francia e Italia, Yves Klein y Piero Manzoni respectivamente desarrollaron prácticas artísticas que contribuyeron a sentar las bases del arte conceptual.
Una obra conceptual se fundamenta en el texto —la escritura— por ser este el medio de transmisión de ideas. No obstante, con el tiempo, se ha complementado con otros recursos propios del campo visual tales como la fotografía, la performance y el video, que constituyen otros medios expresivos desarrollados simultáneamente a partir de los años sesenta y que forman parte asimismo de los medios utilizados en el arte contemporáneo.

## Ejemplos de arte conceptual
- 1917: Marcel Duchamp exhibe su Fuente, un mero mingitorio de porcelana común en el Salón de Artistas Independientes, como una manera de cuestionar la naturaleza del arte, dejando claro que cualquier cosa, con una buena idea como soporte, podía ser arte. Haciendo que lo que realmente importe es lo que nos quiere dar a entender, lo que nos quiere llevar a reflexionar y dejar de lado lo que representa. Diferencia entre lo que representa y lo que está representado.
- 1953: Armando Reverón en una entrevista con el periodista Oscar Yanes sujetó un trozo de madera quemada y comenzó a pintar sobre el paisaje, sin superficie. (Reverón es considerado el padre del performance, ya que desde los años 30 realizaba happenings muchos años antes del surgimiento del movimiento).
- 1953: Robert Rauschenberg exhibe Dibujo de De Kooning borrado, un dibujo de Willem de Kooning que Rauschenberg borró. Esta pieza levantó muchas preguntas acerca de la naturaleza fundamental del arte, provocando al espectador a considerar si borrar un dibujo de otro artista podía ser un acto creativo, así como si el trabajo solo era "arte" porque el famoso Rauschenberg lo había hecho.
- 1956: Isidore Isou introduce el concepto de arte infinitesimal en Introduction à une esthétique imaginaire (Introducción a una estética imaginaria).
- 1957: Yves Klein, Escultura aerostática (París). Esta estaba compuesta de 1.001 globos azules que fueron liberados hacia el cielo desde la Galería Iris Clert para promover su Proposición monocromo; Época azul. Klein también exhibió Pintura de fuego de un minuto, que era un panel azul en el cual fueron colocados 16 petardos. Para su importante exhibición El vacío en 1958, Klein declaró que sus pinturas eran ahora invisibles y para probarlo exhibió una sala vacía.
- 1958: Wolf Vostell Das Theater ist auf der Straße/El teatro está en la calle. El primer happening en Europa.[11]
- 1960: La acción de Yves Klein llamada Un paso al vacío en el que intenta volar dando un paso hacia afuera de una ventana. Klein dijo: «El artista debe de crear una única obra de arte, él mismo, constantemente».
- 1960: El artista Stanley Brown declara que todas las tiendas de zapatos de Ámsterdam constituyen la exposición de sus obras. En Vancouver, Iain e Ingrid Baxter de la N.E. Thing Co. exhibieron los muebles de un apartamento de cuatro habitaciones envueltas en bolsas de plástico.
- 1961 Wolf Vostell, Cityrama, en Colonia, fue el primer Happening en Alemania.
- 1961: Robert Rauschenberg envió un telegrama a la Galería Iris Clert que decía: «Este es un autorretrato de Iris Clert si yo lo digo», como su contribución a la exposición de retratos que había convocado la galería.
- 1961: Piero Manzoni exhibe su Mierda de artista, latas que supuestamente contienen sus heces fecales. Pone las latas en venta por su peso en oro. También vende su aliento (contenido en globos) como Cuerpos de aire, y firma los cuerpos de la gente, declarándolos obras de arte vivientes por todo el tiempo o por periodos específicos. (Esto dependía de cuánto estaban dispuestos a pagar). Marcel Broodthaers y Primo Levi estaban entre las designadas "obras de arte".
- 1962: FLUXUS Internationale Festspiele Neuester Musik en Wiesbaden, con George Maciunas, Wolf Vostell, Nam June Paik y otros.
- 1962: Christo y Jeanne-Claude exhiben Cortina de hierro. Esta consiste en una barricada de barriles de petróleo en una calle estrecha de París que causó mucho desorden de tráfico. La obra no era la barricada en sí sino el atasco de tráfico provocado.[12]
- 1962: Yves Klein presenta la Zona de sensibilidad pictórica inmaterial en varias ceremonias en las riberas del río Sena. Ofrece vender su propia "sensibilidad pictórica" (fuera esto lo que fuera, Klein no lo definió) a cambio de una hoja de oro. En estas ceremonias el comprador entregaba la hoja de oro a cambio de un certificado. Como la sensibilidad de Klein era inmaterial, se le pedía al comprador que quemara el certificado mientras que Klein arrojaba la mitad de la hoja de oro al Sena. Hubo siete compradores.
- 1962: Piero Manzoni creó La base del mundo, exhibiendo, de esta manera, el planeta entero como una obra de arte.
- 1963: Festum Fluxorum Fluxus en Düsseldorf con George Maciunas, Wolf Vostell, Joseph Beuys, Dick Higgins, Nam June Paik, Ben Patterson, Emmett Williams y otros.
- 1963: Henry Flynt escribe el artículo Arte conceptual que es publicado en una Antología de operaciones de oportunidad; una colección de obras de arte y conceptos de varios artistas y músicos que fue publicada por Jackson Mac Low y La Monte Young. Esta antología documentó el desarrollo de la visión de Dick Higgins sobre el arte intermedia en el contexto de las ideas de John Cage y se volvió una temprana obra maestra del Fluxus. El "arte conceptual" del que hablaba Flynt se desenvolvió desde su idea de nihilismo cognoscitivo y de sus análisis acerca de las vulnerabilidades de la lógica y las matemáticas.
- 1964: Yoko Ono publica Pomelo (Grapefruit): Un libro de instrucciones y dibujos. Un ejemplo de arte heurístico, o una serie de instrucciones acerca de cómo obtener una experiencia estética.
- 1965: Art & Language creó la Mirror Piece.[13]
- 1965: Una compleja pieza de arte conceptual de John Latham llamada Still and Chew invita a los estudiantes de artes a protestar contra los valores del libro Arte y cultura de Clement Greenberg (un libro muy mencionado y leído en el Central Saint Martins College of Art and Design de Londres, donde Latham daba clases). Páginas del libro eran masticadas por los estudiantes, disueltas en ácido y la solución resultante era devuelta a la biblioteca, embotellada y etiquetada. Latham fue despedido de la escuela.
- 1965: Joseph Kosuth expone Una y tres sillas en el año de 1965. La presentación del trabajo consiste en una silla, su foto a tamaño real y una definición de la palabra "silla". Kosuth escogió la definición de un diccionario. Se conocen cuatro versiones de esta obra, con diferentes sillas y diferentes definiciones.
- 1967: Primeras pinturas 100% abstractas de Mel Ramsden. La pintura muestra una lista de componentes químicos que constituyen la sustancia de la pintura.[14]
- 1968: Michael Baldwin, Terry Atkinson, David Bainbridge y Harold Hurrell fundan Art & Language.[15]
- 1968: Lawrence Weiner renuncia a la realización física de su obra y formula su Declaración de intenciones, una de las declaraciones de arte conceptual más importantes después de los Párrafos sobre arte conceptual de Sol LeWitt. La declaración, que subraya su práctica posterior, dice: «1. El artista puede construir la pieza. 2. La pieza puede ser fabricada. 3. No es necesario construir la pieza. Siendo cada uno igual y consistente con la intención del artista, la decisión sobre su condición recae en el receptor en el momento de la recepción».
- 1969: Se establece la primera generación de espacios de exposición alternativos en Nueva York, incluidos APPLE de Billy Apple, Gain Ground de Robert Newman, donde Vito Acconci produjo muchas de sus primeras obras importantes, y 112 Greene Street.[16][17]
- 1973-1979: Mary Kelly elabora su Documento posparto, compuesto de seis partes separadas que describen los primeros seis años de cuidado de su hijo. A través de una lente psicoanalítica y feminista, el trabajo explora la relación madre-hijo y examina la evolución del sentido de sí mismo de su hijo, así como el de ella misma.[18]
- 1982: La ópera Victorine de Art & Language se iba a representar en la ciudad de Kassel para la Documenta 7 y se proyectaría junto con Art & Language Studio en 3 Wesley Place Painted by Actors, pero la representación fue cancelada.[19]
- 1990: Ashley Bickerton y Ronald Jones incluidos en la exposición Mind Over Matter: Concept and Object de "artistas conceptuales de tercera generación" en el Museo Whitney de Arte Americano.[20]
- 1991: Ronald Jones exhibe objetos y textos, arte, historia y ciencia arraigados en la sombría realidad política en Metro Pictures Gallery.[21]
- 1991: Charles Saatchi financia a Damien Hirst y al año siguiente exhibe en la Galería Saatchi su La imposibilidad física de la muerte en la mente de alguien vivo, un tiburón en formaldehído en una vitrina.
- 1992: Maurizio Bolognini comienza a "sellar" sus "máquinas programadas": cientos de ordenadores son programados y dejados funcionar hasta el infinito para generar flujos inagotables de imágenes aleatorias que nadie vería.[22]
- 1999: Tracey Emin es nominada al Premio Turner. Parte de su exposición es Mi cama, su cama desaliñada, rodeada de detritos como condones, bragas manchadas de sangre, biberones y sus pantuflas.
- 2001: Martin Creed gana el Premio Turner por la Obra n.º 227: Las luces se encienden y apagan, una habitación vacía en la que las luces se encienden y apagan.[23]
- 2003: Damali Ayo exhibe en el Centro de Arte Contemporáneo de Seattle, WA Flesh Tone #1: Skinned, un autorretrato colaborativo donde pidió a mezcladores de pintura de ferreterías locales que crearan pintura para el hogar que combinara con varias partes de su cuerpo, mientras grababa las interacciones.[24]
- 2005: Simon Starling gana el premio Turner por Shedboatshed, un cobertizo de madera que convirtió en un barco, flotó por el Rin y volvió a convertirse en cobertizo.[25]
- 2014: Olaf Nicolai crea el Monumento a las víctimas de la justicia militar nazi en la Ballhausplatz de Viena tras ganar un concurso internacional. La inscripción en la parte superior de la escultura de tres escalones presenta un poema del poeta escocés Ian Hamilton Finlay (1924-2006) con solo dos palabras: "completamente solo".
- 2019: Maurizio Cattelan vende dos ediciones de Comediante, que aparece como un plátano pegado a una pared, por 120.000 dólares cada una, lo que atrajo una importante atención de los medios.[26]

## Fotoconceptualismo
El fotoconceptualismo es un movimiento artístico que surgió en Vancouver, Columbia Británica (Canadá) entre los años 1960 y 1970. El término ha sido usado para describir la salida fotográfica de una generación de artistas formados en Vancouver, entre ellos Jeff Wall, Rodney Graham, Ken Lum, Ian Wallace, Stan Douglas, Roy Arden, y Scott McFarland. Su trabajo se caracteriza por el formato de letras de gran tamaño, a menudo con la minuciosa mise-en-scène de detalles complejos.